# 球花棘豆
球花棘豆（学名：Oxytropis globiflora）为豆科棘豆属下的一个种。